# Discoglypha variostigma
Discoglypha variostigma är en fjärilsart som beskrevs av W. Warren 1896. Discoglypha variostigma ingår i släktet Discoglypha och familjen mätare. Inga underarter finns listade i Catalogue of Life.